# Instituto Nacional de Arte Dramático
Instituto Nacional de Arte Dramático de Australia (en inglés: The National Institute of Dramatic Art NIDA) es un prestigioso centro estatal de educación australiano, dedicado a la enseñanza del teatro, cine y televisión ubicado en los suburbios de Kensington al sureste de Sídney. Cuenta con respaldo de los departamentos de Medio Ambiente, Agua y Patrimonio, y de Arte. El NIDA tiene una fuerte relación con la Universidad de Nueva Gales del Sur.

## Escuela

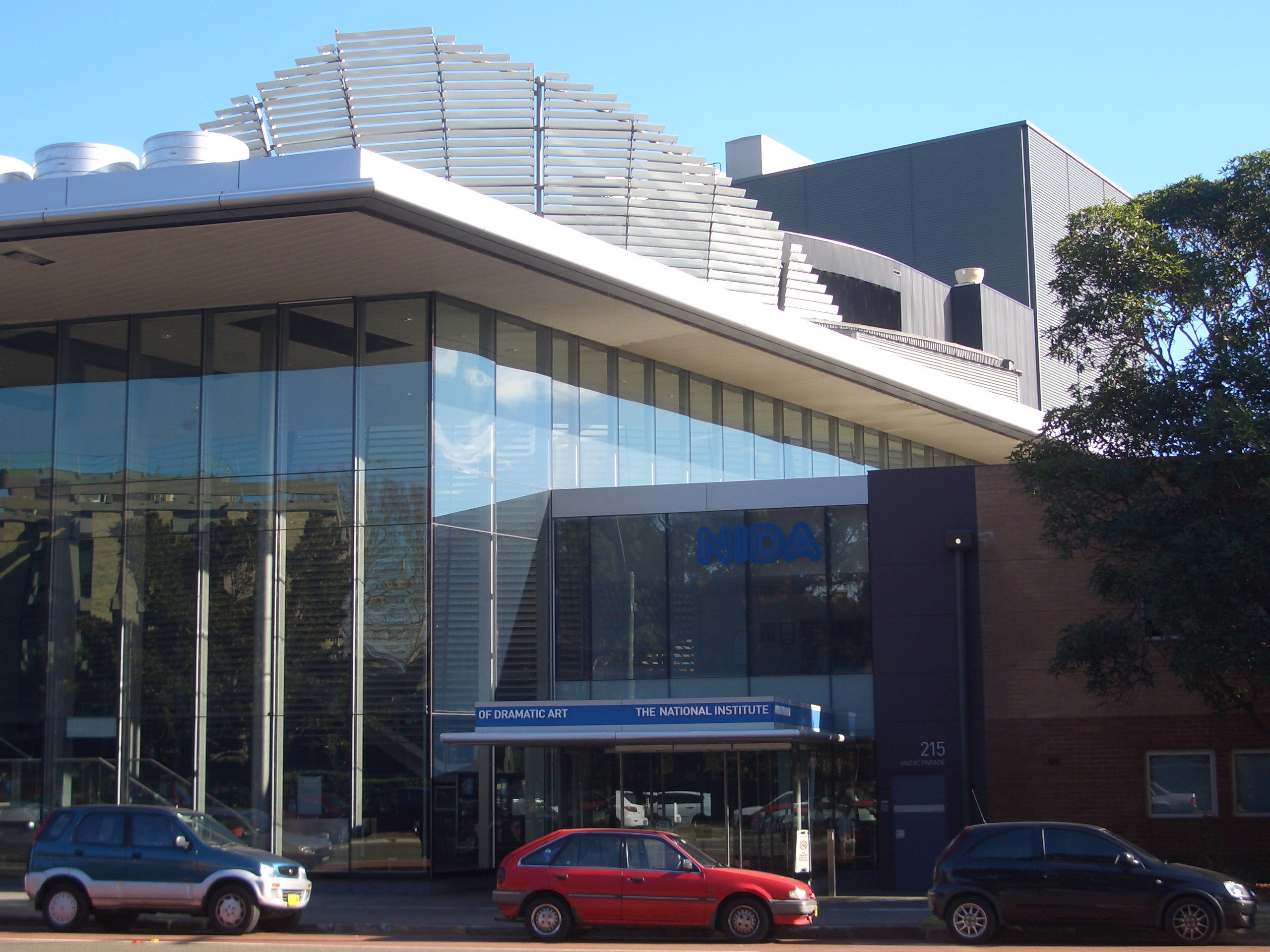
The National Institute of Dramatic Art complex

El Instituto Nacional de Arte Dramático se estableció en 1958 y se inauguró en 1959 con solo 23 estudiantes y dos miembros del personal. El único curso que ofrecía era el de Actuación, sin embargo a lo largo de los años ha ido creciendo y metiendo cursos en áreas como la producción de películas, diseño, dirección, teatro y artesanía. 
La admisión en este instituto es en extremo selectiva y sus audiciones son muy competitivas, ya que en promedio solo uno de cada cien solicitantes son aceptados. Cada año aproximadamente 24 actores, 13 estudiantes, 8 diseñadores, 4 properties students y 4 estudiantes de trajes son admitidos y cada dos años hasta 3 personas son generalmente admitidas en el curso de construcción escénica.

### Campus
En abril de 2002 se inauguró un nuevo complejo del NIDA, algunas de sus instalaciones incluyen: 
- Biblioteca (donde se guardan la colección de vídeos, libros, CD audiovisuales, etc.)
- Un vestíbulo (espacio para ocasiones formales como: conferencias, cenas para 300 personas y lanzamientos de productos)
- Nuevas salas de Ensayo (para la formación y nuevos programas)
- Escenarios, talleres y propiedades de vestuario (para mantener y crear nuevas producciones)
- Un Teatro con 155 asientos.
- Dos espacios íntimos de 80-120 asientos.
- Estudios para Cine y Televisión para la formación y producción.
- Iluminación y Sonido para le entrenamiento de los estudiantes, entre otros...

### Cursos
El Instituto Nacional de Arte Dramático ofrece la excelencia en la formación de los profesionales de entretenimiento, incluyendo cursos a tiempo completo, cursos de corta duración y de formación.

#### Tiempo completo
Los cursos a tiempo completo en el Instituto Nacional de Arte Dramático incluyen: 
| - Actuación - Dirección - Diseño - Voz - Producción | - Movimiento de Estudios - Producción de Artesanía - Disfraces - Decorado Construcción - Producción de Artesanía - Propiedades |

#### Cursos cortos
El Instituto Nacional de Arte Dramático también ofrece una gama de cursos de corta duración, cada una relacionada con el arte dramático, entre ellos.:
| - Actuación - Diseño - Producción | - Dirección - Voz |

## Antiguos alumnos
Algunos de sus alumnos más destacados son:

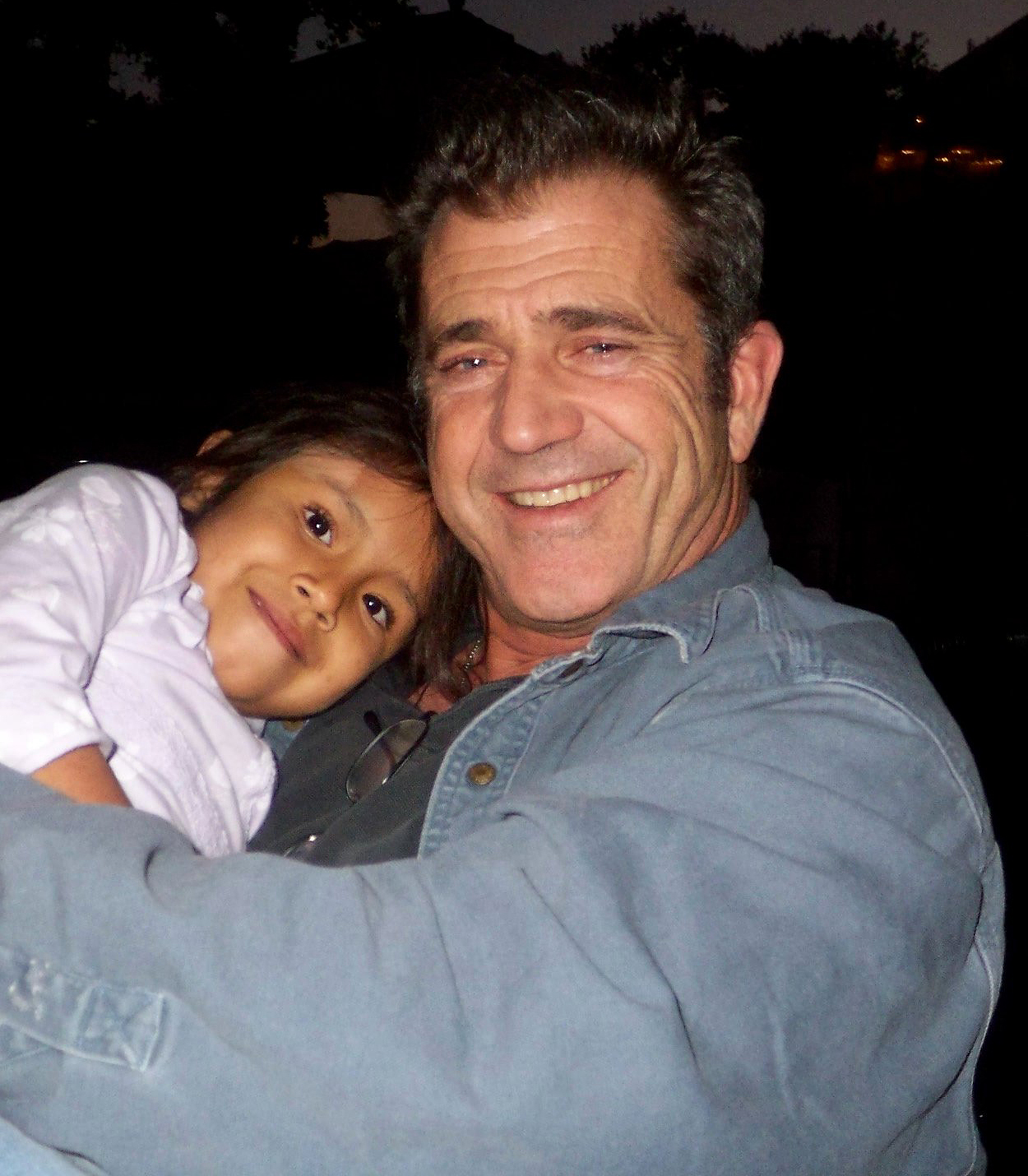
Mel Gibson intérprete de 'Mad' Max Rockatanskyen en la película Mad Max y del sargento Martin Riggs en Lethal Weapon

| - Russell Crowe - Cate Blanchett - Hugo Weaving - Mel Gibson - Richard Roxburgh - Toni Collette - Grant Bowler | - Judy Davis - Colin Friels - Alex O'Loughlin - Sam Worthington - Anna Torv - Ian Stenlake | - Edwina Ritchard - John Schwartz - Aaron Jeffrey - Matt Passmore - Emilie de Ravin - Catherine McClements | - Simon Baker - Miranda Otto - Baz Luhrmann - Jacqueline McKenzie - Susie Porter - Sophie Heathcote |

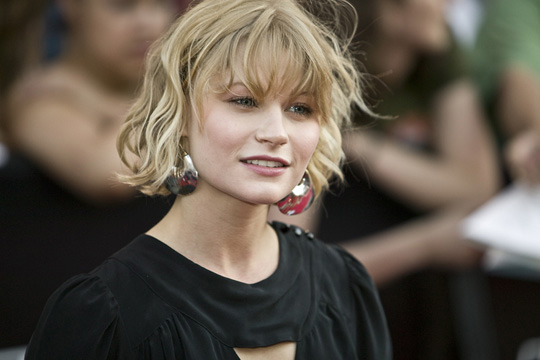
Emile de Raven conocida por su papel de Claire Littleton en la serie Lost

Otros alumnos destacados fueron: las actrices Genevieve O'Reilly, Ella Scott Lynch, Claire van der Boom, Bridie Carter, Sonia Todd, Doris Younane, Inge Hornstra, Bojana Novakovic, Glenda Linscott, Tara Morice, Robyn Nevin, Claudia Bassols, Jessica Marais, Peta Sergeant, Clarissa House, Helen Morse, Andrea Demetriades, Kathryn Hartman, la actriz y comediante Pamela Stephenson; la productora Sancia Robinson, los actores John Wood, Myles Pollard, Sandy Winton, Hugh Sheridan, Josef Ber, Josh Lawson, Ben Mortley, Matthew Le Nevez, Mark Priestley, David Lyons, Socratis Otto, Joel McIlroy, Damon Gameau, Andrew Supanz, Nicholas Bishop, Brian Vriends, Steve Bisley, John Batchelor, Travis McMahon, Brett Hicks-Maitland, Martin Lynes, Philip Quast, Mark Ferguson, el director, productor y escritor Greg McLean, el actor y cantante Tom Burlinson, el escritor, actor y activista Timothy Conigrave, entre otros...